# Monster Movie
| Recensione                        | Giudizio          |
| --------------------------------- | ----------------- |
| AllMusic                          | [ 1 ]             |
| Storia della musica               | [ 2 ]             |
| Progarchives                      | [ 3 ]             |
| Sputnikmusic                      | 4.5 (Superb)      |
| Piero Scaruffi                    | [ 5 ]             |
| Ondarock                          | Disco consigliato |
| Debaser                           | [ 7 ]             |
| 24.000 dischi                     | [ 8 ]             |
| Pitchfork                         | [ 9 ]             |
| The New Rolling Stone Album Guide | [ 10 ]            |

Monster Movie è il primo album in studio del gruppo di krautrock tedesco The Can, pubblicato (prima pubblicazione in Germania) nell'agosto del 1969.

## Tracce
Tutti i brani composti dai Can.
Lato A
1. Father Cannot Yell – 7:01
2. Mary, Mary, So Contrary – 6:16
3. Outside My Door – 4:06

Lato B
1. Yoo Doo Right – 20:14 – Registrato dal vivo al Schloß Nörvenich il 25 luglio 1969

## Formazione
- Irmin Schmidt - organo
- Jaki Liebezeit - batteria
- Holger Czukay - basso
- Michael Karoli - chitarra
- Malcolm Mooney - voce

Note aggiuntive
- The Can - produttori e autori di tutti i brani
- Registrato dal vivo nel 1968/1969 al Schloß Nörvenich, Colonia (Germania)
- Holger Czukay - ingegnere delle registrazioni
- Wandrey's Studios, Hamburg - illustrazione e design album[13]